# Наоми Клајн
Наоми Клајн (енгл. Naomi Klein; Монтреал, 8. мај 1970), канадска новинарка, писац и антикорпоративна активисткиња. У њеној књизи Не лого (2000) даје се опширна критика начина живота и искоришћавања радника и расправља о настајућим облицима отпора глобализацији и доминацији корпорација. Приказује се као књига која је постала део покрета али имала је шири значај у подстицању размишљања о природи потрошачког капитализма и тиранији културе бренда. Клајн је утицајна коментаторка и често се обраћа преко разних медија. Живи у Торонту али путује широм Северне Америке, Азије, Латинске Америке и Европе где прати развој антикорпоративног активизма.

## Породица
Наоми Клајн је рођена у Монтреалу, у јеврејској породици са историјом мировног активизма. Њени родитељи су били самозвани хипици  који су емигрирали из Сједињених Држава 1967. године као отпорници рата у Вијетнамском рату. Њена мајка, документариста Бони Шер Клајн, најпознатија је по свом анти-порнографском филму Not a Love Story. Њен отац, Мајкл Клајн, је лекар и члан организације Лекари за друштвену одговорност. Њен брат Сет Клајн је аутор и бивши директор канцеларије Канадског центра за политичке алтернативе у Британској Колумбији.
Пре Другог светског рата, њени деда и бака по оцу били су комунисти, али су почели да се окрећу против Совјетског Савеза након споразума Молотов-Рибентроп 1939. Године 1942. њен деда, аниматор у Дизнију, добио је отказ након штрајка 1941. и уместо тога је морао да пређе на рад у бродоградилишту. До 1956. су напустили комунизам. Клајнов отац је одрастао окружен идејама социјалне правде и расне једнакости, али је сматрао да је "тешко и застрашујуће бити дете комуниста", тј. беба од црвених пелена.
Клајнов муж, Ави Луис, рођен је у политичкој и новинарској породици. Његов деда, Дејвид Луис, био је архитекта и лидер савезне Нове демократске странке, док је његов отац, Стивен Луис, био лидер Нове демократске партије Онтарија. Ави Луис ради као ТВ новинар и режисер документарних филмова. Такође је ванредни професор на Одсеку за географију на Универзитету Британске Колумбије. Пар има једног сина Тома.